# Velký Beranov
Velký Beranov là một làng thuộc huyện Jihlava, vùng Vysočina, Cộng hòa Séc.